# Bakerville
Bakerville is een dorp gelegen in de gemeente Ditsobotla in de Zuid-Afrikaanse provincie Noordwest.

## Subplaatsen
Het nationaal instituut voor de statistiek, Stats SA, deelt sinds de census 2011 deze hoofdplaats in in zogenaamde subplaatsen (sub place), c.q. slechts één subplaats:
Bakerville SP.